# Det gælder os alle
Det gælder os alle er en dansk spillefilm fra 1949. Filmen er agitatorisk i udtryksform og handler om Dansk Røde Kors' arbejde med bl.a. wienerbørn og flygtninge i efterkrigstiden. Filmen er produceret i samarbejde med Red Barnet og Dansk Røde Kors. Den har manuskript af Svend Rindom og er instrueret af Alice O'Fredericks.

## Handling
Efter rædslerne under 2. verdenskrig levede mange mennesker inder ubeskrivelige forhold, og Dansk Røde Kors iværksatte hjælpeprogrammer. Lægen Jørgen Videl (Poul Reichhardt) sendes i den forbindelse til Wien, hvor han hjælper med vaccinationen af børn mod tuberkolose. Under arbejdet møder han den 8-årige Leni (Ilselil Larsen), som var sluppet ud fra Auswitz; i lejren havde hun mødt sygehjælperen Kare (Lily Broberg, som nu arbejder sammen med Jørgen i Wien — og omvendt.
Karen spørgerJørgen, om de måske kan få den forældreløse Leni til Danmark, og Jørgen tager hende med, da han selv skal på en ferie. Han får sin onkel og hans familie til at tage Leni ind i hjemmet, dr består af direktør Lassen (Ib Schønberg), hans hustru (Agnes Rehni), sønnen Hugo (Tom Rindom Thomsen) og den voksne datter Edith (Lisbeth Movin), der er vældig forelsket i Jørgen, men også efterstræbes af kunstmaleren Kurt (Preben Mahrt). Leni bliver utilsigtet anledning til splid i familien, og da Jørgen anmodes om at forkorte ferien for at tage på en ny mission, forlanger Edith, at han må vælge mellem sine idealer og hende. Da han vælger missionen, slår hun op med ham.
I mellemtiden genfinder Leni barndommens glæder, særligt i samværet med Hugo, men da en besøgende syerske siger ubehagelige ting til hende, og Edith ikke støtter hende, ser hun ingen anden udvej end at flygte. Under eftersøgningen er det Edith, der finder Leni og får hende forklaret, at der er tale om en misforståelse.
På sin nye mission i Polen er Jørgens idealistiske flamme ved at dø ud, men da en kortege kommer med nye Røde Kors-medarbejdere ankommer, får han blandt dem øje på Edith, og sammen med hende kan han genoptage sit virke med fornyet energi.

## Medvirkende
Blandt de medvirkende kan nævnes:
- Poul Reichhardt - Røde Kors-lægen Jørgen Videl
- Lily Broberg - Røde Kors-sygepasseren Karen
- Ilselil Larsen - Leni Risner, pige i Wien
- Preben Lerdorff Rye - Røde Kors-manden Olsen
- Ib Schønberg - direktør Lassen
- Agnes Rehni - fru direktør Lassen
- Tom Rindom Thomsen - Hugo, søn af direktør Lassen og frue
- Lisbeth Movin - Edith, Jørgen Videls veninde, datter af direktør Lassen og frue
- Helga Frier - Grethe, husassistent
- Preben Mahrt - Kurt, en kunstmaler, bejler til Edith
- Sigurd Langberg - onkel Peter
- Per Buckhøj - lederen af Røde Kors-programmet, Thestrup

## Modtagelse
Der var en blandet anmeldelse af filmen ved premieren i Information. Her hed det blandt andet, at filmen "hører til den slags film, man må lovprise for dens udmærkede formåls skyld. Havde det ikke været for det, ville det straks have været mere tvivlsomt, hvad man skulle have ment om den" og "Kun skade, at dialogen i alt for høj grad er formet, som om det drejede sig om en reklamefilm for de forskellige velgørende organisationer […]"

## Eksterne links
- Det gælder os alle på Internet Movie Database (engelsk)
- Det gælder os alle på Filmdatabasen
- Det gælder os alle på danskefilm.dk
- Det gælder os alle på danskfilmogtv.dk
- Det gælder os alle i Svensk Filmdatabas (svensk)
- Det gælder os alle på AlloCiné (fransk)
- Det gælder os alle på The Movie Database (engelsk)